# しなしさとこ
しなし さとこ（1977年1月29日 - ）は、日本の女性総合格闘家。東京都足立区出身。日本体育大学卒業。元DEEP女子フライ級王者。元SMACKGIRLフライ級王者。

## 来歴
聖徳大学附属中学校3年時に京北高校柔道部の監督だった父の影響から柔道を始め、日本体育大学在学中、全日本学生選手権でベスト8となった。
卒業後、サンボに転向。2000年11月には世界サンボ選手権女子48kg級で銅メダルを獲得。2001年にはアジアサンボ選手権大会48㎏級で銀メダル。全日本女子レスリング選手権大会でベスト5となった。
2001年9月27日、スマックガールにて角田絵美相手にアマチュア総合格闘技デビュー。この時からリングネームはしなしさとこであった。同年10月31日、AX旗揚げ戦で藤井惠とエキシビション・サンボジャケットマッチを行った。
2001年12月26日、AX第2戦で亜利弥’相手にプロ総合格闘技デビュー。
2002年年10月5日に開幕したSMACKGIRL JAPAN CUP 2002 ライト級（52kg）トーナメントに出場。同年12月29日の決勝で渡邊久江にヒールホールドで一本勝ちを収め優勝。
2005年11月29日、SMACKGIRL2005～最軽量記念日～で行われたSMACKGIRL初代フライ級（48kg）王者決定戦で大室奈緒子と対戦し、判定勝ちを収め王座獲得に成功。マイクで「私たちのそれぞれの3年間を確認しあいましょう」と渡辺久江に再戦をアピールした。試合後に右眼底骨を骨折していたことが判明。
2006年8月4日、DEEP 25 IMPACTで行われたDEEP女子ライト級（48kg）王者決定戦で渡辺久江と対戦し、左フックからの右ストレートで1ラウンドKO負けを喫し、キャリア初黒星となった。
2007年3月11日、SMACKGIRL 2007 〜女王は新宿の夜を赤く染るか？〜で行われたSMACKGIRLフライ級女王タイトルマッチで挑戦者の瀧本美咲と対戦し、2-1の判定勝ち。王座の初防衛に成功した。
2007年10月9日、DEEP 32 IMPACTでSACHIにアームロックで一本勝ちを収めた後のマイクで「私事ですが結婚することになりました」と結婚を報告した。
2008年2月22日、階級を下げDEEP 34 IMPACTにて開催された初代DEEP女子フライ級（45kg）王者決定1DAYトーナメントで、浜田福子、SACHIを下し初代DEEP女子フライ級王者となった。
2008年5月19日、DEEP 35 IMPACTで市井舞と55kg契約で対戦し、0-2の判定負け。
2009年7月5日、男児を出産。
2014年10月26日、DEEP 69 IMPACTの約6年ぶりの復帰戦でジョン･イェジンに75秒でTKO勝ちした。
2019年12月15日、DEEP 93 IMPACTでにっせーと対戦し、パウンドでTKO負けを喫した。
2020年5月6日のDEEP 95 IMPACTでにっせー相手にDEEPミクロ級王座（フライ級から改称）の防衛戦を行う予定だったが、新型コロナウイルスの影響により4月7日に大会の中止が発表された。
2020年8月12日、ミクロ級王座の返上を発表した。
2023年11月11日、DEEP 116 IMPACTでちびさいKYOKAと対戦し、判定3-0で勝利。

## 戦績

### プロ総合格闘技
| 総合格闘技 戦績 | 総合格闘技 戦績 | 総合格闘技 戦績 | 総合格闘技 戦績 | 総合格闘技 戦績 | 総合格闘技 戦績 | 総合格闘技 戦績 |
| --------------- | --------------- | --------------- | --------------- | --------------- | --------------- | --------------- |
| 46 試合         | (T)KO           | 一本            | 判定            | その他          | 引き分け        | 無効試合        |
| 40 勝           | 5               | 26              | 8               | 0               | 2               | 0               |
| 4 敗            | 2               | 0               | 2               | 0               | 2               | 0               |

| 勝敗 | 対戦相手                   | 試合結果                   | 大会名 | 開催年月日     |
| ○    | ちびさいKYOKA              | 5分2R終了 判定3-0          | DEEP 116 IMPACT | 2023年11月11日 |
| ○    | 古林礼名                   | 5分2R終了 判定3-0          | DEEP 112 IMPACT | 2023年2月11日  |
| ×    | にっせー                   | 1R 1:51 TKO                | DEEP 93 IMPACT | 2019年12月15日 |
| ○    | マドレーヌ                 | 1R 3:05 腕ひしぎ十字固め   | DEEP 90 IMPACT | 2019年6月29日  |
| ○    | ジョン・イェジン           | 1R 4:37 TKO                | DEEP 83 IMPACT | 2018年4月28日  |
| ○    | 太田千秋                   | 1R 1:36 TKO                | DEEP CAGE IMPACT 2017 | 2017年7月15日  |
| ×    | イ・イェジ                 | 3R 判定3-0                 | ROAD FC 037 | 2017年3月15日  |
| ○    | 実証DATE                   | 1R 1:32 TKO                | DEEP 76 IMPACT | 2016年6月26日  |
| ○    | チェ・ヒダ                 | 2R 2:30 チョークスリーパー | DEEP 73 IMPACT | 2015年10月17日 |
| ○    | イ・イェジ                 | 2R 4:53 TKO                | ROAD FC 024 IN JAPAN | 2015年7月25日  |
| ○    | Emi                        | 1R 1:36 腕ひしぎ十字固め   | DEEP 71 IMPACT | 2015年2月28日  |
| ○    | 濱田リカ                   | 1R 3:29 腕ひしぎ十字固め   | DEEP DREAM IMPACT 2014 〜大晦日SPECIAL〜                                                                                       | 2014年12月31日 |
| ○    | ジョン・イェジン           | 1R 1:15 TKO                | DEEP 69 IMPACT | 2014年10月26日 |
| ○    | 関友紀子                   | 1R 1:32 腕ひしぎ十字固め   | DEEP 38 IMPACT | 2008年10月23日 |
| ×    | 市井舞                     | 5分2R終了 判定0-2          | DEEP 35 IMPACT | 2008年5月19日  |
| ○    | SACHI                      | 1R 2:58 腕ひしぎ十字固め   | DEEP 34 IMPACT 【女子フライ級王者決定1DAYトーナメント 決勝】                                                                   | 2008年2月22日  |
| ○    | 浜田福子                   | 5分2R終了 判定3-0          | DEEP 34 IMPACT 【女子フライ級王者決定1DAYトーナメント 1回戦】                                                                  | 2008年2月22日  |
| ○    | 森原朱美                   | 1R 4:17 ヒールホールド     | SMACKGIRL 7th ANNIVERSARY 〜Starting Over〜                                                                                    | 2007年12月26日 |
| ○    | SACHI                      | 1R 3:11 腕ひしぎ十字固め   | DEEP 32 IMPACT | 2007年10月9日  |
| ○    | 瀧本美咲                   | 5分3R終了 判定2-1          | SMACKGIRL 2007 〜女王は新宿の夜を赤く染るか？〜 【SMACKGIRLフライ級女王タイトルマッチ】                                        | 2007年3月11日  |
| ○    | キム・テギョン             | 1R 4:16 腕ひしぎ十字固め   | DEEP 27 IMPACT | 2006年12月20日 |
| ○    | 奥村ユカ                   | 1R 0:45 腕ひしぎ十字固め   | HEAT 2nd. | 2006年9月23日  |
| ×    | 渡辺久江                   | 1R 3:53 KO（右フック）     | DEEP 25 IMPACT 【DEEP女子ライト級王者決定戦】                                                                                  | 2006年8月4日   |
| ○    | 山戸志保                   | 2R 2:10 腕ひしぎ十字固め   | DEEP 24 IMPACT | 2006年4月11日  |
| ○    | 大室奈緒子                 | 5分3R終了 判定3-0          | SMACKGIRL 2005 〜最軽量記念日〜 【SMACKGIRL初代フライ級女王決定戦】                                                            | 2005年11月29日 |
| ○    | 岡本範子                   | 1R 0:48 腕ひしぎ十字固め   | DEEP 20th IMPACT | 2005年9月3日   |
| ○    | 金子真理                   | 5分2R終了 判定3-0          | DEEP 19th IMPACT | 2005年7月8日   |
| ○    | パメラ・ヴィッツ           | 1R 2:13 腕ひしぎ十字固め   | 修斗 | 2005年5月4日   |
| △    | 金子真理                   | 5分2R終了 判定0-0          | DEEP 18th IMPACT | 2005年2月12日  |
| ○    | スパンニパ・チュティパンヨ | 1R 0:20 腕ひしぎ十字固め   | DEEP 16th IMPACT | 2004年10月30日 |
| ○    | シム・スーチョン           | 1R 2:50 腕ひしぎ十字固め   | DEEP 15th IMPACT | 2004年7月3日   |
| ○    | ナナチャンチン             | 1R 0:45 ヒールホールド     | Love IMPACT 2 | 2004年6月6日   |
| ○    | 古館由紀                   | 1R 1:28 腕ひしぎ十字固め   | club DEEP 6th in 福岡パヴェリアホール 〜Team-ROKEN 鬼木祭り〜                                                                  | 2004年3月20日  |
| ○    | 永易加代                   | 1R 3:17 腕ひしぎ十字固め   | Love IMPACT 1 | 2004年2月8日   |
| ○    | 大室奈緒子                 | 5分2R終了 判定3-0          | DEEP 13th IMPACT in KORAKUEN HALL                                                                                              | 2004年1月22日  |
| ○    | 瀧本美咲                   | 1R 2:03 腕ひしぎ十字固め   | SMACKGIRL Third Season-V | 2003年7月6日   |
| ○    | カロリン・フブレクツ       | 1R 1:52 腕ひしぎ十字固め   | SMACKGIRL Third Season-III | 2003年5月7日   |
| ○    | 川江礼子                   | 1R 2:39 腕ひしぎ十字固め   | SMACKGIRL Third Season-II | 2003年4月2日   |
| ○    | 渡辺久江                   | 2R 0:34 ヒールホールド     | SMACKGIRL "JAPAN CUP 2002 GRAND FINAL 〜The Last Performance of 2002〜" 【SMACKGIRL JAPAN CUP 2002 ライト級トーナメント 決勝】 | 2002年12月29日 |
| ○    | 大門まい子                 | 2R 2:28 ヒールホールド     | SMACKGIRL "JAPAN CUP 2002 エピソードII" 【SMACKGIRL JAPAN CUP 2002 ライト級トーナメント 準決勝】                               | 2002年11月9日  |
| ○    | 片桐美紀                   | 1R 2:35 腕ひしぎ十字固め   | SMACKGIRL "JAPAN CUP 2002 開幕戦" 【SMACKGIRL JAPAN CUP 2002 ライト級トーナメント 1回戦】                                      | 2002年10月5日  |
| ○    | 吉住絹代                   | 5分3R終了 判定3-0          | SMACKGIRL 〜Summer Gate 2002〜                                                                                                 | 2002年8月4日   |
| △    | 吉住絹代                   | 5分2R終了 判定1-0          | SHOOT BOXING WORLD TOURNAMENT S-cup 2002 【ミックスドルール】                                                                  | 2002年7月7日   |
| ○    | 小池亜伊子                 | 1R 1:01 腕ひしぎ十字固め   | SMACKGIRL 〜ROYAL SMACK 2002〜                                                                                                 | 2002年4月7日   |
| ○    | 瀧本美咲                   | 1R 4:32 腕ひしぎ十字固め   | SMACKGIRL 〜God Bless You!〜                                                                                                   | 2002年3月2日   |
| ○    | 亜利弥'                    | 1R 2:29 腕ひしぎ十字固め   | AX "We Want To Shine 〜輝きたいの〜"                                                                                           | 2001年12月26日 |

### アマチュア総合格闘技
| 勝敗 | 対戦相手 | 試合結果                 | 大会名               | 開催年月日    |
| ○    | 角田絵美 | 2R 0:17 腕ひしぎ十字固め | SMACKGIRL 〜ALIVE!〜 | 2001年9月27日 |

### グラップリング
| 勝敗 | 対戦相手   | 試合結果                           | 大会名                         | 開催年月日   |
| ○    | 佐々木亮子 | 1R 4:49 チキンウィングアームロック | SMACKGIRL 〜GOLDEN GATE 2002〜 | 2002年5月6日 |

### 総合格闘技タッグマッチ
| 勝敗 | 対戦相手                                | 試合結果          | 大会名                                  | 開催年月日    |
| △    | 亜利弥'&川畑千秋 （パートナー：早千予） | 15分終了 時間切れ | Love Impact 【MMAルール・タッグマッチ】 | 2004年8月29日 |

## 獲得タイトル
- サンボ世界選手権大会　3位（2000年）
- サンボアジア選手権大会 準優勝（2001年）
- 全日本ブラジリアン柔術選手権 優勝（2002年）
- スマックガール JAPAN CUP 2002 ライト級トーナメント 優勝
- 初代スマックガールフライ級王座
- 初代DEEP女子フライ級王座